# Villadiego
Villadiego es un municipio y localidad española de la provincia de Burgos, en la comunidad autónoma de Castilla y León. Perteneciente a la comarca de Odra-Pisuerga, cuenta con una población de 1455 habitantes (INE 2024) como municipio y de 845 como localidad. 

## Geografía
Villadiego se encuentra situado a 39 km de Burgos, la capital provincial. Pertenece a la comarca Odra-Pisuerga. Su extensión de 327,96 km² le coloca como el más grande de la provincia de Burgos. Pertenece al partido judicial de Burgos.

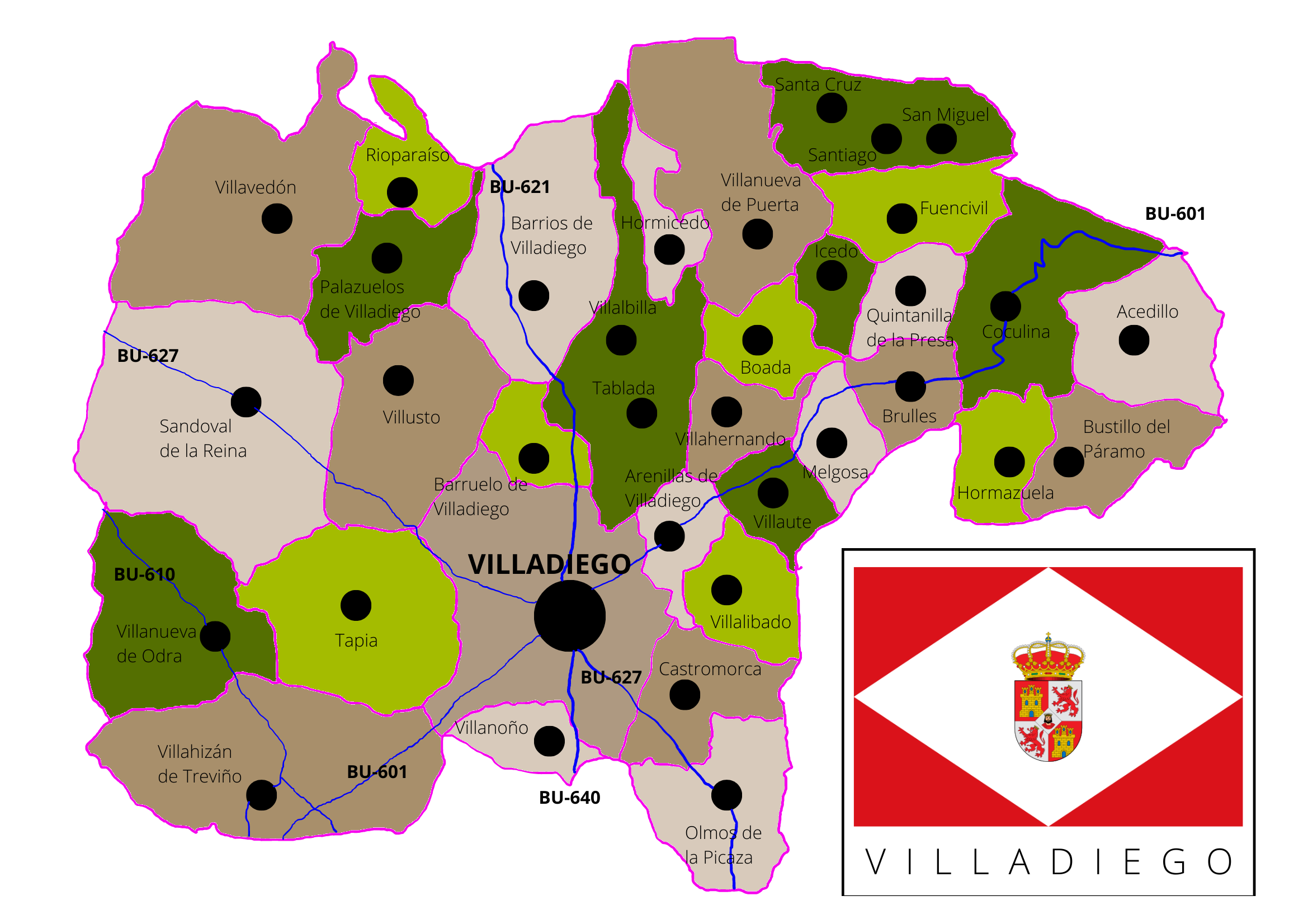
Término municipal

Está situado al noroeste de la provincia, entre los también términos municipales de Humada, Basconcillos del Tozo, Úrbel del Castillo al norte; Huérmeces al este; Las Hormazas, Tobar, Manciles, Pedrosa del Páramo, Villegas, Sordillos y Villamayor de Treviño al sur; y Sotresgudo al oeste.
Comprende parte de tres comarcas históricas: Amaya, antigua jurisdicción que dependía de la fortaleza del mismo nombre, que dominaba desde su imponente altura la margen izquierda del río Pisuerga; Los Ordejones, zona montañosa donde se ubican las localidades de Villavedón y Villusto; Treviño, comarca situada entre los ríos Odra y Brullés comprendiendo Villavedón y Villahizán de Treviño.
Desde 2017, el municipio se encuentra incluido en el Geoparque Las Loras, el primer geoparque de la Unesco en Castilla y León.

## Historia
Fue fundado por el conde Diego Rodríguez Porcelos, señor de Amaya, en el siglo IX.
Entre 1785 y 1833 fue cabeza del partido judicial de Villadiego.
En el Censo de Floridablanca de 1787 tenía la categoría de villa, con alcalde mayor y Jurisdicción de Señorío, siendo su titular el duque de Frías, cabecera del partido de Villadiego de la Intendencia de Burgos, que comprendía en la categoría de pueblos solos 3 villas, 5 lugares, 3 granjas, 1 venta y 1 despoblado, además de varias cuadrillas y su propia jurisdicción, a saber: 
- Cuadrilla de Amaya, con 8 lugares, una venta y 1 barrio;
- Cuadrilla de Cañizal, con 6 lugares;
- Cuadrilla del Condado, con 14 lugares y una venta;
- Cuadrilla de Odra, con 6 lugares;
- Cuadrilla de Olmos, una villa y 8 lugares;
- Cuadrilla del Tozo, con 13 lugares y una venta;
- Cuadrilla de Sandoval, con una villa y 5 lugares;
- Cuadrilla de Valdelucio, con 16 lugares.
- Jurisdicción de Villadiego, con una villa, 10 lugares y un barrio,

Entre el censo de 1857 y el anterior, varía el término del municipio porque se independizan Tobar y Barrios de Villadiego, y se incorporan Boada de Villadiego y Tablada de Villadiego.
Entre el censo de 1970 y el anterior, crece el término del municipio porque se incorporan Arenillas de Villadiego, Barrios de Villadiego, Olmos de la Picaza, Villalbilla de Villadiego, Villanueva de Puerta, Villusto y una parte de la disgregación de Villarmentero.
- Arenillas de Villadiego comprendía las localidades de Villahernando, Villalibado y 095190 Villaute.
- Olmos de la Picaza comprendía las localidades de Castromorca y Villanoño.
- Villanueva de Puerta comprendía las localidades de Boada de Villadiego y Hormicedo.

Entre el censo de 1981 y el anterior, crece el término del municipio porque se incorporan Acedillo, Coculina, Sandoval de la Reina, Tapia, Los Valcárceres, Villahizán de Treviño, Villanueva de Odra y Villavedón.
- Acedillo comprendía las localidades de Bustillo del Páramo y Hormazuela.
- Villavedón comprendía las localidades de Rioparaíso y Palazuelos de Villadiego.

Tras este proceso de agregaciones sucesivas, en la actualidad comprende las siguientes localidades:
- Acedillo
- Arenillas de Villadiego
- Barrios de Villadiego
- Barruelo de Villadiego
- Boada de Villadiego
- Brullés
- Bustillo del Páramo
- Castromorca
- Coculina
- Fuencivil
- Hormazuela
- Hormicedo
- Icedo
- Los Valcárceres, con sus tres barrios:
  - Santa Cruz
  - San Miguel
  - Santiago
- Melgosa de Villadiego
- Olmos de la Picaza
- Palazuelos de Villadiego
- Quintanilla de la Presa
- Rioparaíso
- Sandoval de la Reina
- Tablada de Villadiego
- Tapia
- Villadiego
- Villahernando
- Villahizán de Treviño
- Villalbilla de Villadiego
- Villalibado
- Villanoño
- Villanueva de Odra
- Villanueva de Puerta
- Villaute
- Villavedón
- Villusto

## Demografía
Villadiego cuenta con una población de 1455 habitantes (INE 2024).
| Gráfica de evolución demográfica de Villadiego entre 1842 y 2021 |
| |
| Población de derecho según los censos de población del INE. Población de hecho según los censos de población del INE.Entre el censo de 1857 y el anterior, varía el término del municipio porque independiza a Tobar y Barrios de Villadiego, e incorpora a Tablada de Villadiego Entre el censo de 1970 y el anterior, crece el término del municipio porque incorpora a Arenillas de Villadiego, Barrios de Villadiego, Olmos de Picaza, Villalbilla de Villadiego, Villanueva de Puertay Villusto. Entre el censo de 1981 y el anterior, crece el término del municipio porque incorpora a Acedillo, Coculina, Sandoval de la Reina, Tapia, Los Valcárceres, Villahizán de Treviño, Villanueva de Odra y Villavedón. |

## Economía
La villa actúa como cabecera de comarca, por lo que dispone de un pequeño sector terciario, ampliado en los últimos años.
En 2010, reabrió el hotel, el cual cerró entre 2013 y 2014.
Dispone de un polígono industrial, ocupado por diversas empresas.

## Cultura

### Patrimonio
Estructura urbana

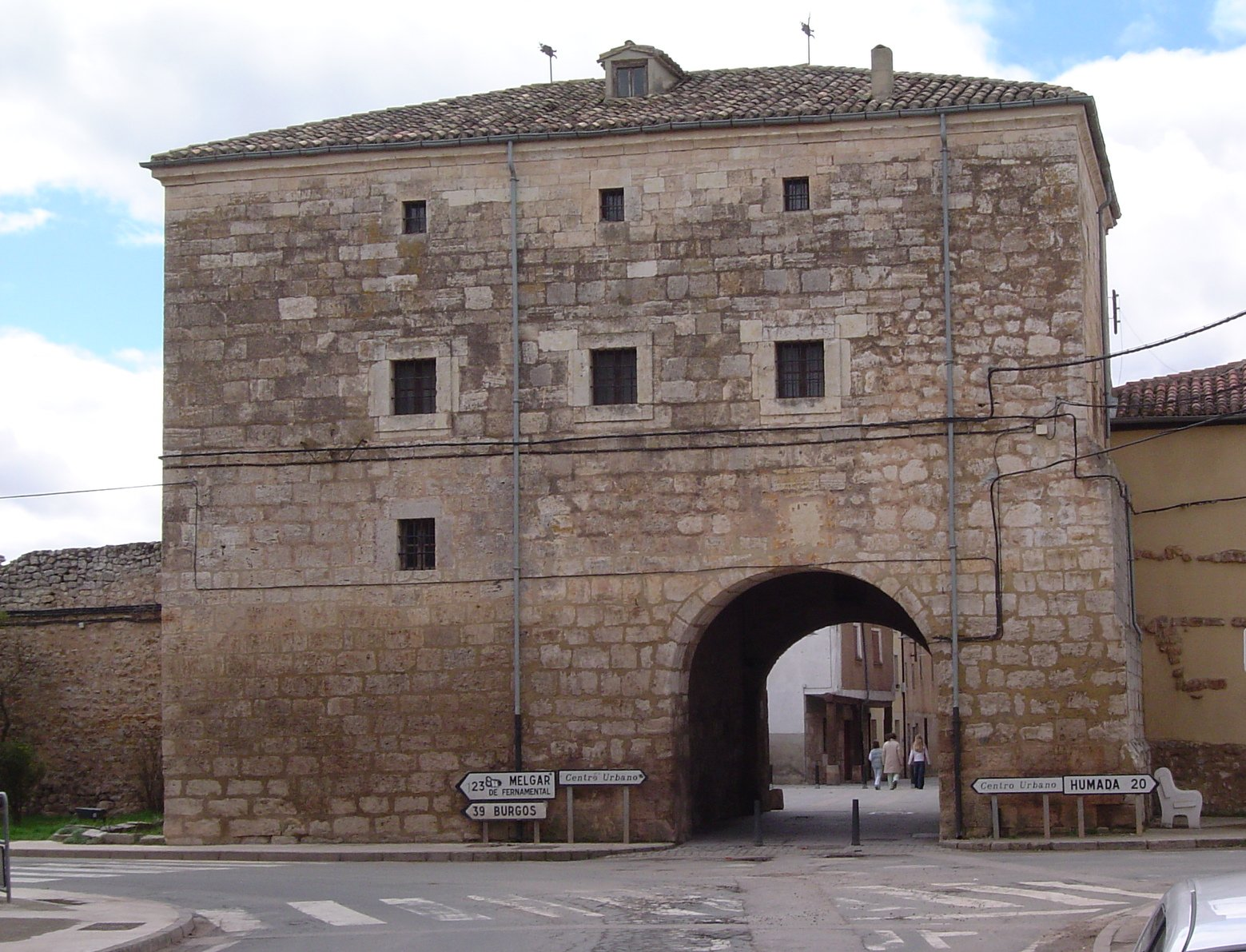
Entrada a la antigua villa amurallada por el Arco de la Cárcel

Villadiego constituye un ejemplo típico de estructura medieval, con un desarrollo de la villa en torno a un núcleo central, declarado Bien de Interés Cultural en la categoría de Conjunto Histórico el 29 de diciembre de 1994.
Su centro neurálgico podría situarse en la plaza Mayor, plaza porticada en su totalidad en la que destacan los soportales doblados. A ella se accede desde el norte a través del Arco de la Cárcel, por la calle de la Vega, junto a la antigua judería.
El edificio llamado Arco de la Cárcel fue originalmente puerta de entrada a la villa y, junto a las paredes aledañas del convento de las Agustinas, forma el vestigio más representativo de la antigua muralla.
Arquitectura civil

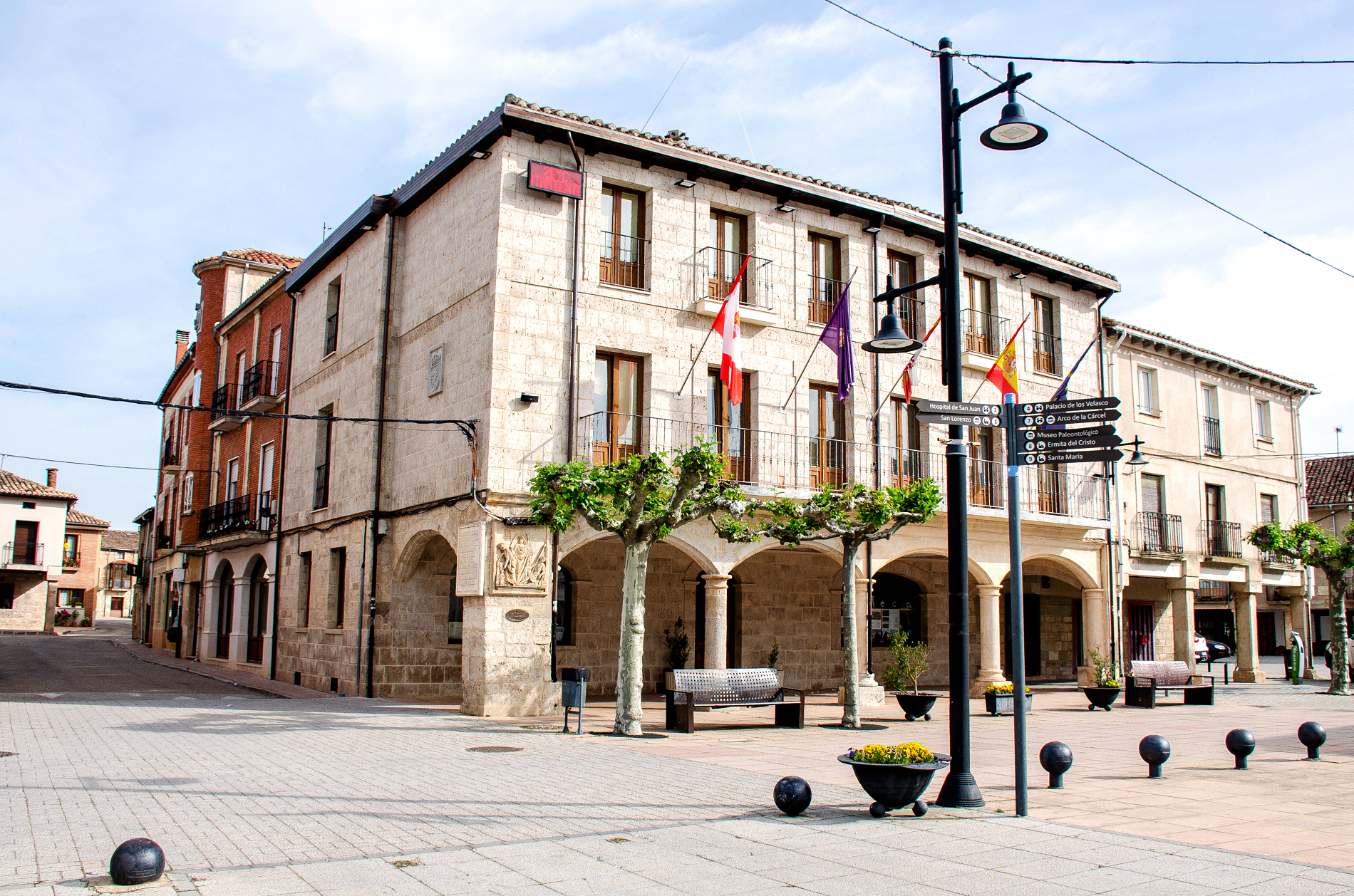
Casa consistorial

- Plaza Mayor de Villadiego. Plaza porticada de traza medieval. Se reformó en 2005.
- Estatua Fray Enrique Flórez, 1906, obra de Aniceto Marinas, en el centro de la plaza Mayor.
- Palacio de los Velasco o de los Condestables de Castilla, del siglo XVI.
- Las casas de Porras, Varona, Bustillo, Santa Cruz y Borja.
- Arco de la Cárcel. Es la única puerta de la antigua muralla que se conserva. Era la principal de las cuatro puertas que existieron. Es un edificio de estilo renacentista del siglo XV. Fue mandado construir por la familia de los Velasco, señores de la villa. El edificio fue utilizado como cárcel en los siglos XIX y XX. Actualmente es Museo Pictórico.[6]
- Pozo artesiano.
- La plaza de toros, construida en 1957.

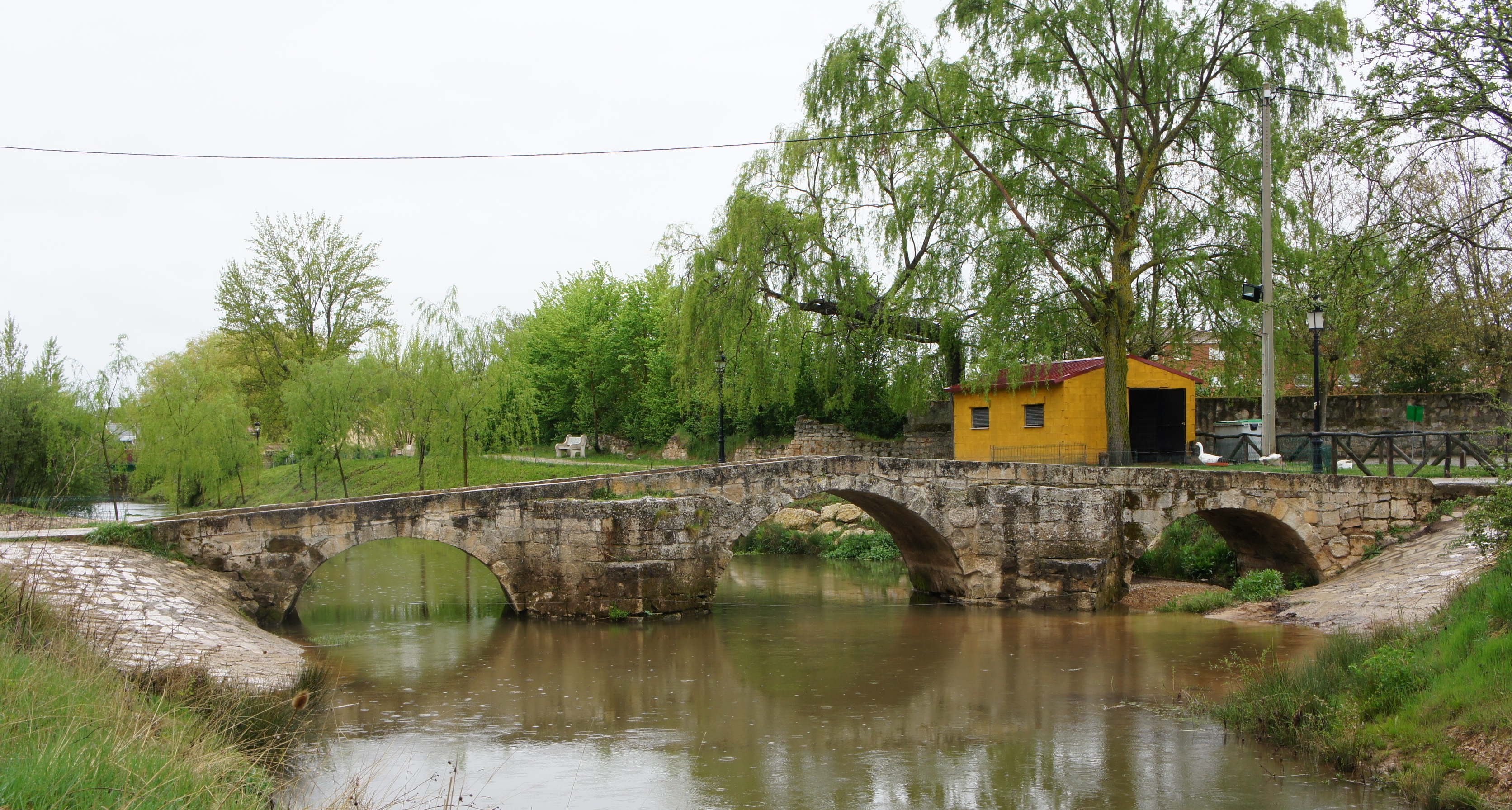
Puente medieval sobre el río Brullés

- Varios parques, uno de ellos construido en 2014.Puente medieval sobre el río Brullés
- Puente medieval sobre el río Brullés.

Arquitectura religiosa
- Iglesia de San Lorenzo, de origen románico pero en su mayoría gótica. Es de los siglos XIV y XV.

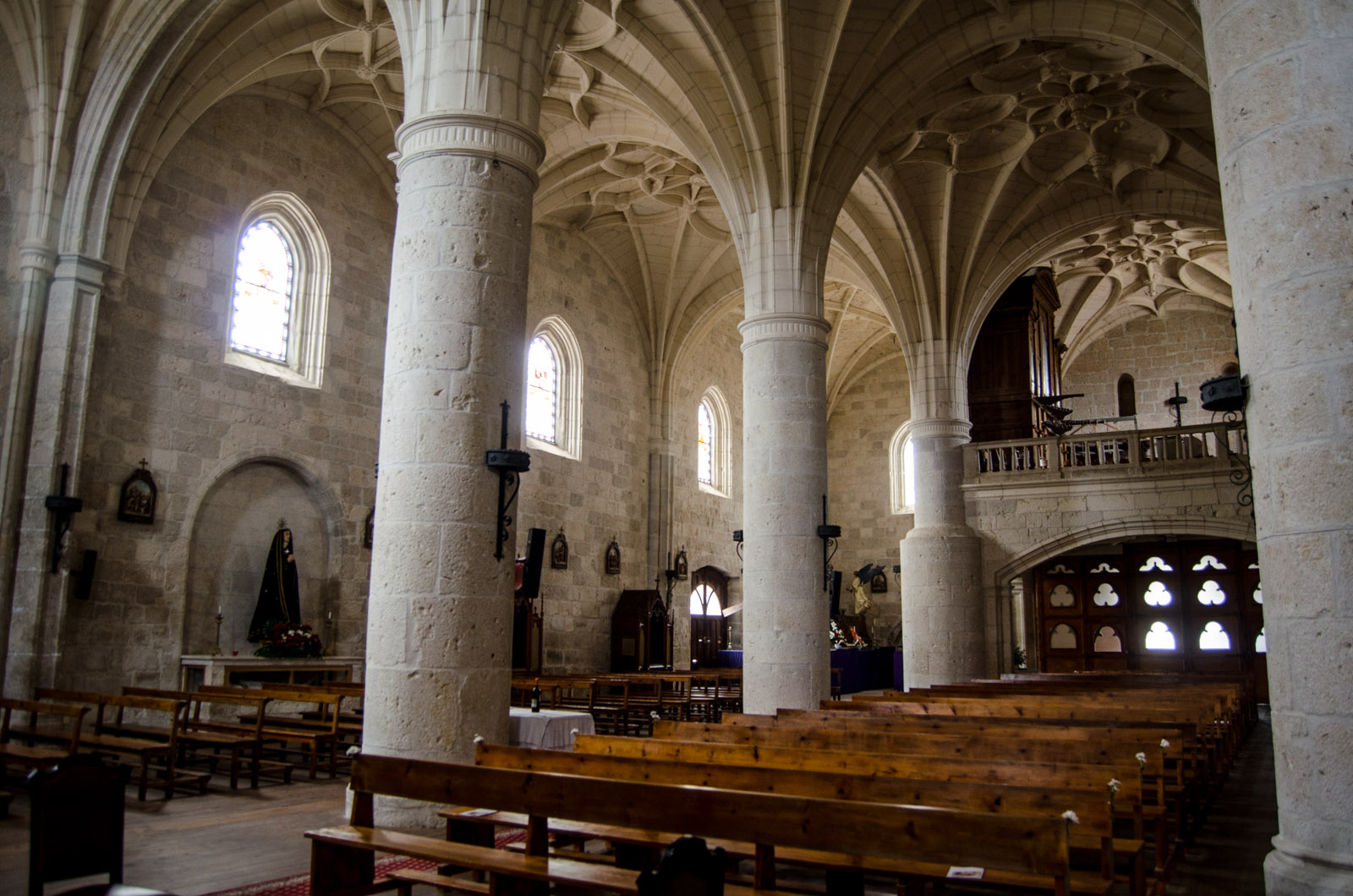
Interior de la iglesia de Santa María

- Iglesia de Santa María, edificio gótico del siglo XVI.
- Convento de San Miguel de los Ángeles, con iglesia gótica del siglo XVI.
- Ermita del Cristo, capilla del siglo XV.

### Museos
- Museo de Arte Religioso o Arte Sacro, en la iglesia de San Lorenzo.
- Museos Pictórico, de la Radio, Etnográfico y Paleontológico, ubicados en el Arco de la Cárcel y calle de la Vega.
- Museo del Cómic Fabulantis, construido en 2015 en el edificio del antiguo matadero municipal, en el cruce entre la calle Sedano y la avenida de los Reyes Católicos.
- Centro de Recepción de Visitantes del Geoparque Las Loras, inaugurado en 2022 en la calle de Diego Porcelos.

### Instalaciones deportivas y de ocio
- Piscinas, campo de fútbol, pista de pádel, gimnasio y dos pabellones multideporte.
- Auditorio municipal Príncipe Felipe, inaugurado en 2011.

### Tomar las de Villadiego
Este dicho significa básicamente «huir». Existen varias explicaciones al origen de esta expresión. Una de ellas es que podría estar relacionado con los privilegios otorgados por Fernando III el Santo a los judíos de Villadiego. En la encomienda se prohíbe detener a los judíos y se establecen penas para quienes les hicieran daño. Villadiego se consideró una ciudad refugio en tiempos de persecución. La protección del rey se señalaba mediante unas calzas amarillas que debían llevar puestas en todo momento. Este dicho también existe en el portugués, donde se dice Dar às de Vila-Diogo.
En relación con este dicho, existe en una de las columnas de entrada al ayuntamiento una imagen en piedra de San Pedro encarcelado, junto a un soldado (Villadiego), y al lado la siguiente inscripción:

Villadiego era un soldado
que a San Pedro, en ocasión
de estar en dura prisión,
nunca le faltó del lado.
Vino el espíritu alado,
y lleno de vivo fuego
le dice a Pedro: Sal luego
toma las calzas. No arguyas.
Pedro por tomar las suyas,
tomó las de Villadiego.

### Parroquia
Iglesia de San Lorenzo y Santa María, en el Arciprestazgo de Amaya, diócesis de Burgos. Dependen las localidades de Arenillas de Villadiego y Tablada de Villadiego y el monasterio de las Madres Agustinas.

### Tradiciones
En la plaza Mayor se celebra cada lunes por la mañana el tradicional mercado, donde hasta hace unos años comerciaban los agricultores y ganaderos de la zona con sus productos.
Las fiestas populares se celebran en la capital del municipio a mediados de agosto, en honor de Nuestra Señora de la Asunción y San Roque. En esos días se concentra en el pueblo la mayor cantidad de personas emigrantes que regresan junto con sus descendientes y amigos. Numerosas personas de Villadiego participan en estas fiestas a través de las peñas de amigos para preparar carrozas, acudir a los toros, organizar competiciones, etc.
Desde finales de la década de 1990 se ha querido recuperar la tradición de la Función del Judas, celebrándose durante la tarde y noche del sábado anterior al Domingo de Resurrección. Esta consiste actualmente en un vistoso y numeroso desfile de actores disfrazados a la manera de soldados del siglo XIX, seguido de la escenificación de una batalla, captura, juicio y quema del Judas, todo acompañado de música, luces y pirotecnia.
En las pedanías y agregados hay también una etnografía interesante, como los bolos jugados por mujeres y una infinidad de grandes y pequeñas tradiciones y actos festivos, ya muy en declive por la acentuada disminución y envejecimiento de la población. Cada pueblo tiene sus peculiaridades.

### Manifestaciones culturales y sociales
Además de las recogidas en la sección de tradiciones, a lo largo del año, en la localidad de Villadiego:
- Cabalgata de Reyes
- Carnavales
- Semana Santa
- Julio cultural
- Corridas de toros y novilladas (hasta 2018)
- Semana de teatro: en agosto
- Carrera nocturna: a finales de agosto
- Feria de maquinaria agrícola: 12 de octubre, día del Pilar
- Jornadas micológicas
- Carrera de San Silvestre
- Fiesta del Judas

### Himno del municipio
Himno de Villadiego, compuesto por José F. Boyer.

## Localidades hermanadas
- Savennières (Francia)